# Nancy Risol
Nancy Risol   (Saraguro, 24 de juny de 2002) Nancy Marisol Puglla Puglla, és una celebritat d'internet i youtuber indígena equatoriana. Va ser nominada als premis Eliot Media Awards 2019 com a youtuber revelació.

## Biografia
Nancy Marisol Puglla Puglla és una youtuber originària de Saraguro, un poble al sud de l'Equador ubicat a la província de Loja, on habiten els saraguros, una ètnia d'indígenes mil·lenaris. Nancy viu a la comunitat de Gera que està situada a 2.391 metres d'altitud i en la qual resideixen unes 500 persones. En aquesta localitat se situa la seva casa de tova de 9 per 5 metres i sense divisions interiors que donà a conèixer en alguns dels seus vídeos més famosos. És filla de Rosa Puglla, que afirma que està orgullosa de la seva filla per l'èxit que ha aconseguit arribar: "Serveix perquè pugui socialitzar, potser que vagi a la universitat, que no tingui nervis. Ella vol viatjar, conèixer altres llocs de país, tant de bo se li compleixin els somni". Una dada curiosa sobre Nancy és que molt poques vegades en la seva vida s'ha tallat el cabell a causa que en el seu poble, no és acceptable que les dones es tallin els cabells i molt menys que se'l tenyeixin. Ella es considera una persona tímida, però afirma que amb l'experiència que ha aconseguit adquirir a través de la realització de vídeos, s'ha convertit en una persona que té molta més confiança sobre si mateixa, especialment quan està al davant de la càmera. Tot i que a l'inici dels seus vídeos a Youtube va rebre molts comentaris racistes que es burlaven de la seva forma de vestir, la seva aparença i la seva forma de parlar, també va rebre comentaris positius, que finalment van ser la raó per la qual Nancy va continuar pujant contingut al seu canal de Youtube i també través de les seves xarxes socials.

## Estudis
El juliol de 2019 es va graduar com a batxiller de la República de l'Equador a la Unitat Educativa Fiscomisional Sant Josep de Calassanç, situada al cantó Saraguro, prop de casa seva. En aquesta institució va estudiar Ciències Bàsiques. Durant la cerimònia de la seva graduació Nancy Risol va expressar el seu agraïment a Déu i va afirmar que el suport de la seva família va ser indispensable per culminar aquesta etapa. El seu objectiu és contínua els seus estudis amb la carrera d'actuació a la ciutat de Conca, província de Azuay.

## Trajectòria

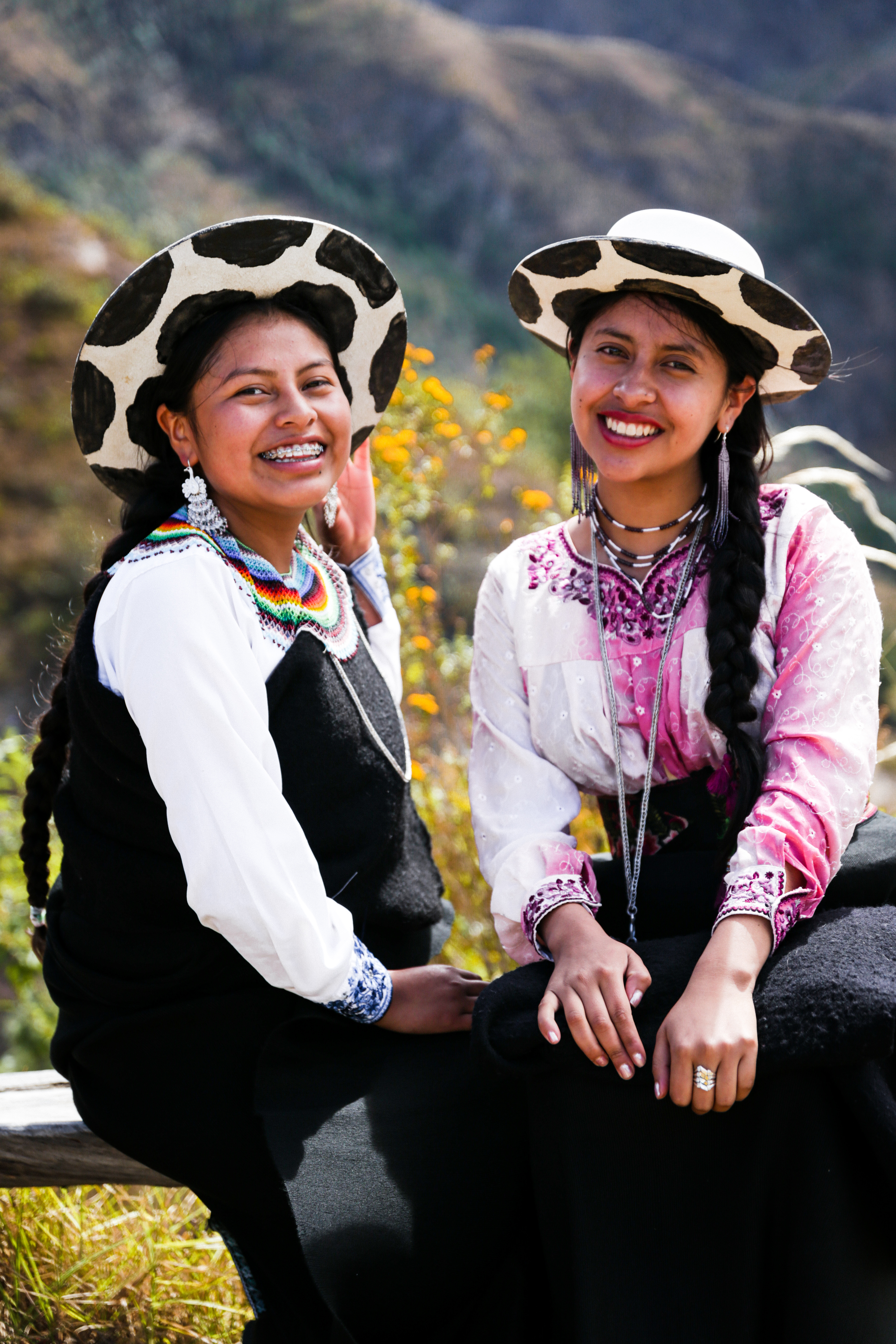
Nancy Risol i la seva amiga Ruth Guaman, a la Comunitat de Gera, el 2019.

L'any 2018, Nancy va començar publicant contingut a la seva pàgina de Facebook a on expressava i mostrava algunes de les activitats que realitzava en la seva vida diària i en on compta amb al voltant d'1,2 milions de "m'agrada" i 1,6 milions de seguidors. La majoria de contingut popular es troba a la seva pàgina de Facebook i els seus vídeos en aquesta plataforma superen el milió de reproduccions des del passat 23 de desembre. Nancy va continuar creant contingut gràcies a l'acollida positiva que va obtenir i després va començar a destacar a Youtube i així els seus vídeos es van tornar virals en gairebé tot l'Equador i després de poc temps en altres països com Mèxic, Perú, Colòmbia, Espanya, entre d'altres. L'espontaneïtat de Nancy ha fet que milers de persones es subscriguin al seu canal de Youtube en menys d'un any, convertint-la en la primera youtuber equatoriana amb major quantitat de seguidors en aquesta plataforma digital. El lema de Nancy Risol és: "El teu somriure és la meva". Els primers espectadors d'aquesta youtuber van ser els seus familiars i companys de col·legi qui es van impressionar de la capacitat que Nancy tenia per fer riure a la gent. Durant el seu últim any de col·legi, Nancy va decidir gravar un vídeo de comiat el qual va fer de la seva graduació un moment memorable per tots els seus companys.
Per a la realització dels seus vídeos, Nancy compta amb l'ajut del seu germà, David Puglla, qui és l'encarregat de gravar i editar els vídeos de Risol. Els seus primers vídeos van ser gravats amb un telèfon intel·ligent. Actualment, el seu germà maneja els contractes de Nancy; i és qui l'acompanya a cada esdeveniment a l'on és convidada. Nancy Risol va guanyar molta popularitat l'any 2019, cosa que va fer que diversos YouTubers equatorians i YouTubers d'altres països vulguin fer col·laboracions amb ella. Molts rumors van assegurar que la quantitat que Risol guanyava es trobava entre els 20 i 65 mil dòlars mensuals, però ella va negar que això sigui cert. "No creguin en especulacions, jo no guanyo aquesta quantitat de diners perquè si fos així no estaria a Equador, sinó en les platges de Miami relaxant-me, prenent-me mil fotos, però no és així perquè segueixo aquí al meu país i estic molt feliç per això". La youtuber va aclarir que el que realment guanya és $ 3.536 mensuals i que no se sent malament de guanyar tal quantitat a més de donar a entendre que els diners no ha de canviar a les persones i que el més important és la humilitat.

## Contingut publicat

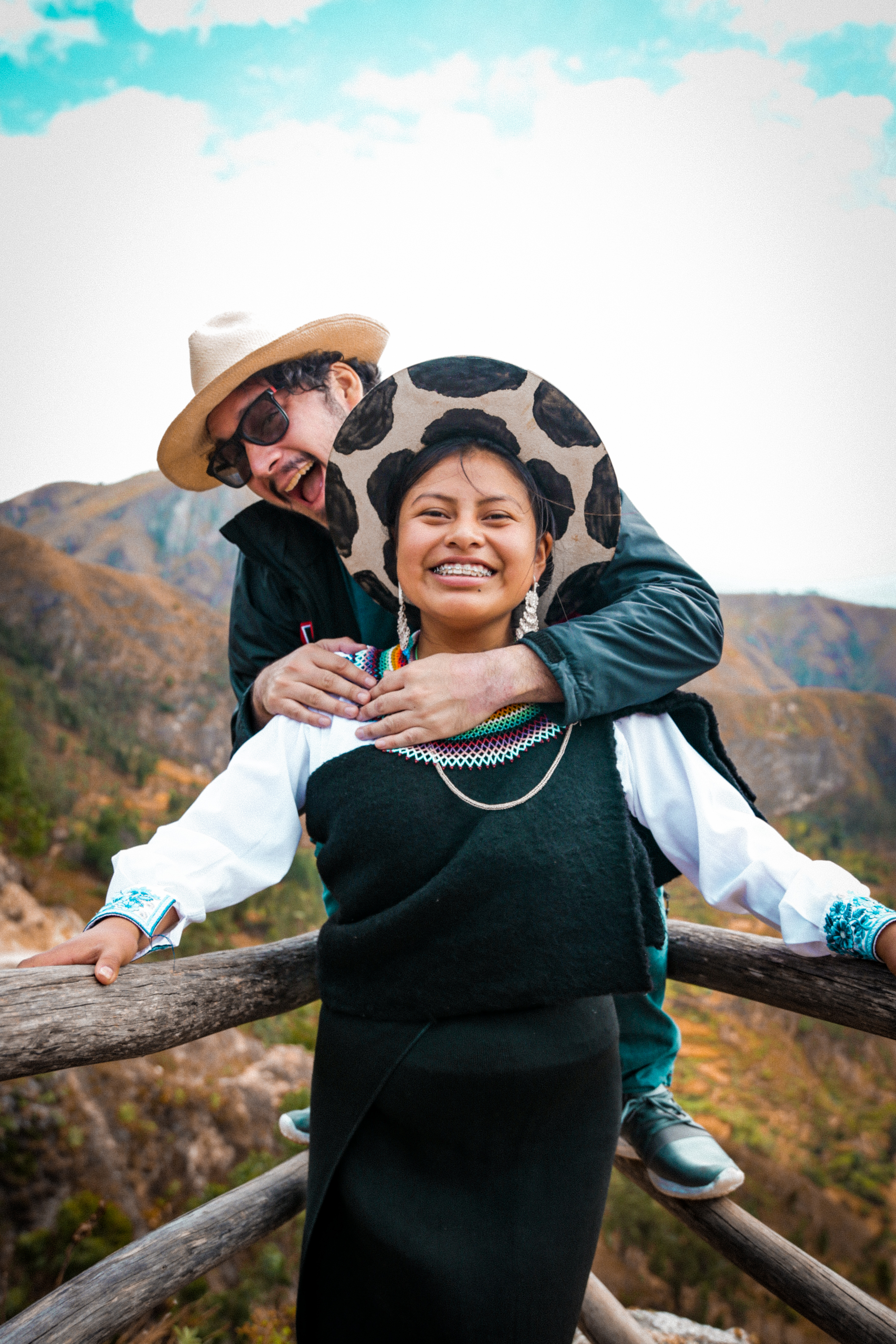
Felipe Crespo i Nancy Risol al mirador de la Comunitat de Gera, el 2019.

Risol va assolir la fama l'any 2017, quan, amb el seu gos, va començar a destacar pel seu humor sarcàstic i el divertit sobre el seu entorn. Els seus vídeos són gravats en el seu poble ubicat a la regió muntanyenca equatoriana i en ells explica la seva vida i fa alguns esquetxos, però tots amb la simpatia i l'espontaneïtat que la caracteritza. Nancy aprofita els seus vídeos per aconsellar als joves que volen seguir els seus passos a fer-ho només perquè els agrada, perquè els neix, en lloc de fer-ho per fama o per diners. Tan sols 12 vídeos van ser suficients perquè li sigui atorgada una placa de plata per YouTube amb motiu d'haver aconseguit cent mil subscriptors al seu canal, encara que en menys d'un any ja va aconseguir acumular més d'un milió de subscriptors al seu canal. En els seus vídeos relata sobre la seva vida personal, alguns dels temes que tracta són: com aconseguir un nuvi guapo, com cuinar un ou i el ball, però el que la fa tan especial i interessant són la seva espontaneïtat i sarcasme al riure d'ella mateixa i dels altres YouTubers.
A més de la seva peculiar sentit de l'humor, és important destacar l'entorn i escenari en què ella desenvolupa els seus vídeos. En els seus treballs, Risol mostra la senzillesa de la seva vida diaria i el contacte permanent amb la natura. La seva casa està feta de materials naturals com la pedra, fusta i bahareque, com ella mateixa mostra en un vídeo. Nancy Risol utilitza el llenguatge col·loquial equatorià per captivar al seu públic, enfocat a la gent jove que sol utilitzar préstecs lingüístics com ''make up'' per referir-se al maquillatge i afirma que ella no disposa de maquillatge. De la mateixa manera col·loquial, ella defensa el que té al mostrar, per exemple, la seva col·lecció d'olles de fang. En un dels seus vídeos més coneguts ensenya la seva llar humil (en tan sols set dies va arribar a 3,1 milions de reproduccions). El que destaca del canal de Youtube de Risol és la forma en la qual es mostra a si mateixa i al seu entorn.

## Premis obtinguts
A l'octubre 2019, Youtube li va lliurar el Botó de Plata a causa que va arribar als primers 100.000 subscriptors al seu canal. En agraïment, va presentar a les seves germanes i amics al canal, al costat del seu gos Firulais.
Al novembre va ser nominada en una nova categoria per als Premis TC a la Música 2019, per tal de premiar els millors YouTubers de l'Equador, al costat d'Enchufe.tv, Felipe Crespo i Logan. Finalment, la nit de dijous 28 de novembre, va guanyar el reconeixement com Youtuber de l'Any.

## Nominacions
Va ser nominada en els premis Eliot 2019 en la categoria de Comèdia, es trobava nominada juntament amb altres YouTubers. Risol va desfilar per la catifa groga a Mèxic.
També va ser nominada aquest mateix any en la categoria de Millor Compte d'Instagram per a l'edició número 24 dels Premis ITV, al costat d'Anthony Swag, Efraín Ruales i Alejandra Jaramillo.